# Chyrandra centralis
Chyrandra centralis är en nattsländeart som först beskrevs av Banks 1900.  Chyrandra centralis ingår i släktet Chyrandra och familjen husmasknattsländor. Inga underarter finns listade i Catalogue of Life.